# Garth Jennings
Garth Jennings (Londra, 9 luglio 1972) è un regista britannico, conosciuto principalmente per la regia di numerosi videoclip e per il lungometraggio d'animazione Sing (2016), prodotto dalla Illumination Entertainment.

## Biografia
Noto principalmente come autore di videoclip, ha fatto il suo esordio nel cinema con il lungometraggio Guida galattica per autostoppisti tratto dall'omonimo romanzo. Ha instaurato un lungo sodalizio artistico con il produttore Nick Goldsmith, con il quale è comproprietario della casa di produzione Hammer & Tongs.

## Filmografia
- Guida galattica per autostoppisti (The Hitchhiker's Guide to the Galaxy) (2005)
- Son of Rambow - Il figlio di Rambo (Son of Rambow) (2007)
- Sing (2016)
- Sing 2 - Sempre più forte (2021)

## Videografia parziale
- Ingenue - Atoms For Peace (2013)
- Lotus Flower - Radiohead (2011)
- Cousins - Vampire Weekend (2009)
- A-Punk - Vampire Weekend (2008)
- Jigsaw Falling Into Place & Nude - Radiohead (2007/2008) - con Adam Buxton
- And I Was a Boy From School - Hot Chip (2006)
- Hell Yes - Beck (2005)
- Lost Cause: Version 2 - Beck (2003)
- Little By Little - The Wannadies (2003)
- Imitation of Life - R.E.M. (2001)
- Disillusion - Badly Drawn Boy (2000)
- Spitting in the Wind - Badly Drawn Boy (2000)
- Silent Sigh - Badly Drawn Boy (2002)
- Coffee & TV - Blur (1999)
- Driftwood - Travis (1999)
- Pumping on Your Stereo - Supergrass (1999)
- Right Here, Right Now - Fatboy Slim (1999)
- Cancer for the Cure - Eels (1999)
- B Line - Lamb (1999)
- Last Stop: This Town - Eels (1998)
- Smile - The Supernaturals (1997)
- Help The Aged - Pulp (1997)
- A Life Less Ordinary - Ash (1997)
- The Day Before Yesterday's Man - The Supernaturals (1997)
- Weak - Skunk Anansie (1996)
- Freedom - Robbie Williams (1996)
- Dominion Road (UK Version) - The Mutton Birds (1995)
- Mr.Kirk's Nightmare - 4hero (1990)